# Charmed (banda)
Charmed fue una banda de música noruega, conocida por su participación en el Festival de la Canción de Eurovisión 2000.

## Trayectoria
La banda estaba formada por tres chicas veinteañeras; Oddrun Valestrand, Lise Monica Nygård y Hanne Kristine Haugsand. Hicieron su debut en la final noruega para elegir al representante en el Festival de Eurovisión, con la canción "My Heart Goes Boom".
Valestrand es bailarina, Nygård escribe sus propias letras y Haugsand es bailarina y cantante.
Tras ganar el Melodi Grand Prix participaron en el Festival de la Canción de Eurovisión 2000, celebrado el 13 de mayo en Estocolmo, donde terminaron en 11.ª posición.
Hanne participó en el Melodi Grand Prix de 2006 como solista con la canción "Heaven's in your eyes". No consiguió llegar a la final de igual forma que su intento en 2010.